# Лимина
Лимина (итал. Limina) је насеље у Италији у округу Месина, региону Сицилија.
Према процени из 2011. у насељу је живело 900 становника. Насеље се налази на надморској висини од 592 м.

## Становништво
Према резултатима пописа становништва 2011. у општини је живело 900 становника.
| 1936. | 1951. | 1961. | 1971. | 1981. | 1991. | 2001. | 2011. |
| ----- | ----- | ----- | ----- | ----- | ----- | ----- | ----- |
| 2.472 | 2.191 | 1.663 | 1.508 | 1.322 | 1.141 | 1.006 | 900   |